# Parlamento de Negrete (1726)
O Parlamento de Negrete de 1726 foi uma reunião diplomática entre mapuches e autoridades espanholas realizada em Negrete (uma cidade no atual Chile). Durante o parlamento um tratado de paz foi assinado, pondo fim a um período de guerra que começou com a revolta mapuche de 1723.

## O Acordo
Os acordos do parlamento foram registrados pelos espanhóis, em um tratado de 12 artigos.
Este parlamento, convocado pelo governador Gabriel Cano de Aponte e realizado em 29 de janeiro de 1726, tinha o objetivo de restaurar a paz após a revolta mapuche de 1723. Nesta cerimônia foram propostas as mesmas capitulações dos tratados anteriores, sendo uma delas somada aos costinos ou lafkenches, que doravante deveriam advertir e prestar ajuda militar contra invasões de potências estrangeiras. Este parlamento é o resultado do medo contínuo do império espanhol de continuar a perder recursos humanos e materiais, aceitando a soberania mapuche em seu território, ao sul do rio Biobío, e buscando a paz em uma aliança contra outras possíveis ameaças europeias, principalmente a Grã-Bretanha e a Holanda.
Outro dos propósitos era regular o comércio entre os dois territórios, "uma vez que dos conchavos (traficantes) surgem as queixas que sempre deram origem às revoltas porque foram realizadas clandestinamente, sem autoridade pública, tudo em violação das leis que devem ser observadas em favor dos índios, será conveniente que as tenham livremente, mas reduzidas... a três ou quatro feiras por ano, ou quantas julgarem necessárias e pedirem...".
Para isso, ficou acordada a realização de 3 ou 4 feiras anuais que permitirão a troca livre e ordenada de produtos, supervisionada por um militar, um padre e um representante do povo mapuche. Na prática, o acordo proibia o monopólio comercial de que gozavam alguns oficiais espanhóis e que, como já foi dito, tinha sido a causa da recente rebelião.
A paz foi ratificada por Filipe V em 10 de dezembro de 1727, e a paz durou mais de 33 anos. A coroa, por enquanto, desistiu de tentar conquistar Araucanía. Por outro lado, a fronteira estava consolidada, pois se aceitava que nenhum dos lados poderia atravessá-la sem a autorização do outro.
Segundo o investigador José Bengoa, este parlamento teve a importância de consolidar: "... uma economia pré-agrária e pré-mercantil, que permitia aos mapuches apropriar-se não só dos animais trazidos pelos espanhóis, mas também da capacidade de adotar e recondicionar as técnicas, instrumentos e bens do inimigo a seu serviço".